# Yale (cràter)
Yale és un cràter d'impacte en el planeta Venus de 18,5 km de diàmetre. Porta el nom de Caroline Yale (1848-1933), pedagoga per a sords estatunidenca, i el seu nom va ser aprovat per la Unió Astronòmica Internacional el 1994.